# Ursula
Ursula er et pigenavn, der er et diminutiv af latin ursus, som betyder "bjørn". Navnet betyder derfor "lille hunbjørn" og er ikke så almindeligt på dansk, idet blot 555 danskere bar navnet pr. 1. januar 2019.
Ursula er sandsynligvis en låneoversættelse (calque) af det keltiske navn Artula (Keltisk artos, bjørn), som en tosproget gravskrift fundet i Trier (CIL XIII 3909) viser.
Navnet forkortes undertiden – især i tysksprogede sammenhænge – til Ulla.

## Kendte personer med navnet
- Sankt Ursula, tysk katolsk helgen.
- Ursula Andkjær Olsen, dansk forfatter.
- Ursula Andress, schweizisk skuespiller.
- Ursula "Uschi" Disl, tysk skiskytte.
- Ursula K. Le Guin, amerikansk forfatter.
- Ursula von der Leyen, Formand for EU-kommissionen 2019-

## Navnet anvendt i fiktion
- Ursula Buffay er navnet på en bifigur i tv-serien Venner og spilles af Lisa Kudrow.
- Ursula er en figur i Disney-tegnefilmen Den lille havfrue.